# تاتاپنی
تاتاپنی (به انگلیسی: Tattapani) یک منطقهٔ مسکونی در هند است که در هیماچال پرادش واقع شده‌است. تاتاپنی ۶۶۵ متر بالاتر از سطح دریا واقع شده‌است.